# 빌 & 멀린다 게이츠 재단

재단 로고

빌 & 멀린다 게이츠 재단(Bill & Melinda Gates Foundation), 게이츠 재단(Gates Foundation) 또는 B&MGF는 재정이 투명하게 운영되는 민간 재단 중 세계에서 가장 규모가 큰 재단이다. 빌 게이츠와 멀린다 게이츠에 의해 2000년에 설립되었다. 이 재단은 '게이츠 가의 관심과 열정에 의해 운영된다'. 주 운영 목적은 국제적 보건의료 확대와 빈곤 퇴치, 그리고 미국 내에서는 교육 기회 확대와 정보 기술에 대한 접근성 확대이다.
시애틀에 본부를 둔 이 재단의 운영에 대한 주요 결정은 빌 게이츠, 멀린다 게이츠, 그리고 워런 버핏 이 세 명의 이사에 의해 내려진다. 그외에도 부회장인 윌리엄 H. 게이츠 시니어와 최고 경영자 제프 레이크스가 재단 운영에 참여하고 있다. 재단은 2008년 10월 1일 기준으로 351억 달러의 기금을 보유하고 있다. 재단의 막대한 재정 규모와 적절한 기부처를 찾는 앞선 경영 기법 덕분에 게이츠 재단은 전 세계 자선재단 중에서도 가장 선도적인 단체로 인정 받는다. 재단을 설립한 게이츠 부부는 2007년 미국에서 가장 훌륭한 자선가 50인 중 두 번째로 선정되기도 했다.

## 같이 보기
- 기업의 사회적 책임
- 박애주의
- 사회적 기업
- 사회적 책임